# Associazione Calcio Spezia 1949-1950
Questa voce raccoglie le informazioni riguardanti l'Associazione Calcio Spezia nelle competizioni ufficiali della stagione 1949-1950.

## Stagione
Nella stagione 1949-1950 lo Spezia disputa il campionato di Serie B, un torneo a 22 squadre lungo 42 giornate, con 48 punti si piazza in sesta posizione di classifica, affiancato al Brescia, Napoli con 61 punti ed Udinese con 60 punti ottengono la promozione in Serie A.
La società passa di mano, il nuovo presidente è il dottor Mario Farina. Il nuovo allenatore è Luigi Scarabello al quale viene consegnata una squadra in parte rinnovata dagli arrivi dell'ungherese Mihály Uram, di Pietro Broccini dalla Sampdoria, di Gastone Lenzi dal Bologna, mentre dal Varese arrivano Evaristo Malavasi e Bruno Ragazzo. Da Genova arriva una brutta notizia che lascia sgomenti gli sportivi spezzini, muore prematuramente Ottavio Barbieri, condottiero di mille battaglie e dello "scudetto" del 1944. In campionato la squadra torna a segnare a raffica, con 18 reti miglior realizzatore della stagione è Giuseppe Pozzo, seguito da Evaristo Malavasi con 15 reti, Nerone Reddi con 12 reti e Pietro Broccini con 10 centri stagionali.  Luigi Scarabello plasma uno Spezia di ottima caratura che chiude il torneo cadetto al sesto posto, il 13 novembre 1949 si vince (1-5) a Napoli con la squadra che poi vincerà il campionato.

## Rosa
| N. |                   | Ruolo | Calciatore        |
| -- | ----------------- | ----- | ----------------- |
|    | Italia (bandiera) | C     | Eros Baccalini    |
|    | Italia (bandiera) | D     | Elio Bertoni      |
|    | Italia (bandiera) | A     | Sergio Bertoni    |
|    | Italia (bandiera) | C     | Renzo Bragoni     |
|    | Italia (bandiera) | A     | Pietro Broccini   |
|    | Italia (bandiera) | C     | Luciano Cappelli  |
|    | Italia (bandiera) | P     | Enzo Fabbri       |
|    | Italia (bandiera) | P     | Gastone Lenzi     |
|    | Italia (bandiera) | A     | Evaristo Malavasi |
|    | Italia (bandiera) | A     | Giovanni Mangini  |
|    | Italia (bandiera) | D     | Piero Mocca       |
|    | Italia (bandiera) | D     | Lorenzo Molteni   |

| N. |                     | Ruolo | Calciatore           |
| -- | ------------------- | ----- | -------------------- |
|    | Italia (bandiera)   | D     | Franco Moretti       |
|    | Italia (bandiera)   | A     | Renzo Pini           |
|    | Italia (bandiera)   | C     | Giuseppe Pozzo       |
|    | Italia (bandiera)   | D     | Giovanni Pramaggiore |
|    | Italia (bandiera)   | A     | Bruno Ragazzo        |
|    | Italia (bandiera)   | A     | Nerone Reddi         |
|    | Italia (bandiera)   | C     | Paolo Rostagno       |
|    | Italia (bandiera)   | C     | Carlo Sgobbi         |
|    | Ungheria (bandiera) | C     | Mihály Uram          |
|    | Italia (bandiera)   | A     | Mario Vinci          |
|    | Italia (bandiera)   | D     | Euro Zambarda        |

## Risultati

### Campionato

#### Girone di andata
| Arbitro: | Cappucci (Roma) |

|                        |           |                            |
| Pozzo 16’ Malavasi 50’ | Marcatori | 28’ Bacchetti 63’ Zambelli |

| Arbitro: | Zilli (Reggio Emilia) |

|                              |           |                                             |
| Mangini 59’ Pozzo 88’ (rig.) | Marcatori | 30’, 52’ Bertolucci 46’ Molina 79’ Manzardo |

| Arbitro: | Gamba (Napoli) |

|                                                    |           |  |
| Cavagnero 17’ Palma 38’ Dalcerri 47’ Goldaniga 69’ | Marcatori |  |

| Arbitro: | Buratti (Milano) |

|                                                        |           |  |
| Castaldo 5’ Flumini 52’ D'Avino 54’, 64’ Giorgetti 62’ | Marcatori |  |

| Arbitro: | Orlandini (Roma) |

|                               |           |  |
| Pozzo 36’ (rig.) Malavasi 89’ | Marcatori |  |

| Arbitro: | Massai (Pisa) |

|                                   |           |                                      |
| Soffrido 20’ (rig.) Rawcliffe 78’ | Marcatori | 36’ Broccini 39’ Mangini 60’ Ragazzo |

| Arbitro: | Vannini (Roma) |

|                                  |           |                                              |
| Malavasi 30’, 40’, 81’ Pozzo 32’ | Marcatori | 17’, 70’ Vicariotto 83’ (rig.) Santagiuliana |

| Arbitro: | Valsecchi (Milano) |

|                                        |           |  |
| Silvestri 40’ (rig.) Sørensen 57’, 80’ | Marcatori |  |

| Arbitro: | Guarda (Mestre) |

|            |           |  |
| Bragoni 3’ | Marcatori |  |

| Arbitro: | Matucci (Seregno) |

|              |           |                                                   |
| Dagianti 25’ | Marcatori | 23’ Ragazzo 42’ Malavasi 56’ Pozzo 83’, 84’ Reddi |

| Arbitro: | Righi (Milano) |

|                |           |           |
| Vergazzola 71’ | Marcatori | 55’ Reddi |

| Arbitro: | Canavesio (Torino) |

|             |           |  |
| Ragazzo 44’ | Marcatori |  |

| Arbitro: | Fortina (Novara) |

|                                 |           |  |
| Reddi 19’ Pozzo 63’, 81’ (rig.) | Marcatori |  |

| Udine 8 dicembre 1949 14ª giornata | Udinese        | 0 – 0 | Spezia | Stadio Moretti\| Arbitro: \| Savio (Torino) \| |
| Arbitro:                           | Savio (Torino) |       |        |                                                |

| Arbitro: | Matucci (Seregno) |

|                           |           |           |
| De Vito 28’ Biagiotti 67’ | Marcatori | 63’ Pozzo |

| Arbitro: | Casini (Palermo) |

|                        |           |  |
| Malavasi 49’, 73’, 76’ | Marcatori |  |

| Arbitro: | Parpaiola (Padova) |

|                        |           |  |
| Masoni 15’ Cerutti 41’ | Marcatori |  |

| Arbitro: | Lo Cascio (Palermo) |

|                                         |           |              |
| Broccini 42’ Pozzo 50’ (rig.) Reddi 61’ | Marcatori | 72’ Tavellin |

| Arbitro: | Dattilo (Roma) |

|           |           |                                   |
| Nesti 79’ | Marcatori | 43’ (aut.) Guerrieri 69’ Broccini |

| Arbitro: | Matucci (Seregno) |

|                                                                              |           |  |
| Broccini 13’ Pozzo 34’, 36’, 47’ (rig.) Bollana 51’ (aut.) Malavasi 35’, 56’ | Marcatori |  |

| Arbitro: | Mosca (Napoli) |

|                   |           |  |
| Grosso 42’ (rig.) | Marcatori |  |

#### Girone di ritorno
| Arbitro: | Tassini (Verona) |

|                                                      |           |                  |
| Bertoni III 15’ Simatoc 19’ Mariani 41’ Zambelli 67’ | Marcatori | 71’ (rig.) Pozzo |

| Arbitro: | Bellè (Venezia) |

|                               |           |  |
| Molina 3’ Pravisano 7’ (rig.) | Marcatori |  |

| La Spezia 12 febbraio 1950 24ª giornata | Spezia           | 0 – 0 | Fanfulla | Stadio Alberto Picco\| Arbitro: \| Pizzato (Mestre) \| |
| Arbitro:                                | Pizzato (Mestre) |       |          |                                                        |

| Arbitro: | Casini (Palermo) |

|             |           |  |
| Mangini 11’ | Marcatori |  |

| Arbitro: | Canavesio (Torino) |

|                           |           |              |
| Ghezzani 1’ Bartolini 26’ | Marcatori | 36’ Malavasi |

| Arbitro: | Poggipollini (Ferrara) |

|                        |           |           |
| Broccini 51’ Pozzo 81’ | Marcatori | 34’ Dania |

| Arbitro: | Buratti (Milano) |

|                                     |           |  |
| Muci 9’ Marchetti 14’ Quaresima 29’ | Marcatori |  |

| La Spezia 26 marzo 1950 29ª giornata | Spezia           | 0 – 0 | Modena | Stadio Alberto Picco\| Arbitro: \| Orlandini (Roma) \| |
| Arbitro:                             | Orlandini (Roma) |       |        |                                                        |

| Arbitro: | Righi (Milano) |

|           |           |  |
| Biagi 26’ | Marcatori |  |

| Arbitro: | Silvano (Torino) |

|  |           |                            |
|  | Marcatori | 41’ Todeschini 49’ Suprina |

| Arbitro: | Longagnani (Modena) |

|                                   |           |          |
| Reddi 7’ Broccini 35’ Mangini 68’ | Marcatori | 39’ Loni |

| Arbitro: | Matteucci (Roma) |

|  |           |                                            |
|  | Marcatori | 10’ Mangini 19’, 70’ Reddi 20’ Pramaggiore |

| Catania 30 aprile 1950 34ª giornata | Catania          | 0 – 0 | Spezia | Stadio Cibali\| Arbitro: \| Ciccardi (Lecco) \| |
| Arbitro:                            | Ciccardi (Lecco) |       |        |                                                 |

| Arbitro: | Liverani (Torino) |

|               |           |  |
| Reddi 2’, 10’ | Marcatori |  |

| Arbitro: | Silvano (Torino) |

|                                             |           |                      |
| Broccini 25’ Pozzo 53’ (rig.) 73’ Reddi 75’ | Marcatori | 18’ Dini 90’ De Vito |

| Arbitro: | Vilella (Trieste) |

|  |           |           |
|  | Marcatori | 65’ Vinci |

| Arbitro: | Stevano (Vercelli) |

|                           |           |            |
| Malavasi 24’ Broccini 59’ | Marcatori | 77’ Masoni |

| Arbitro: | Greppi (Brescia) |

|                              |           |             |
| Facchin 43’ Frasi 89’ (rig.) | Marcatori | 18’ Ragazzo |

| Arbitro: | Menchini (Udine) |

|                                               |           |               |
| Malavasi 11’, 39’ Pozzo 15’ Broccini 64’, 79’ | Marcatori | 14’ Trasmondi |

| Arbitro: | De Gregorio (Legnano) |

|            |           |  |
| Raguso 83’ | Marcatori |  |

| Arbitro: | Pieri (Trieste) |

|                    |           |  |
| Reddi 4’ Pozzo 89’ | Marcatori |  |

## Statistiche

### Statistiche di squadra
| Competizione | Punti | In casa | In casa | In casa | In casa | In casa | In casa | In trasferta | In trasferta | In trasferta | In trasferta | In trasferta | In trasferta | Totale | Totale | Totale | Totale | Totale | Totale | DR  |
| Competizione | Punti | G       | V       | N       | P       | Gf      | Gs      | G            | V            | N            | P            | Gf           | Gs           | G      | V      | N      | P      | Gf     | Gs     | DR  |
| ------------ | ----- | ------- | ------- | ------- | ------- | ------- | ------- | ------------ | ------------ | ------------ | ------------ | ------------ | ------------ | ------ | ------ | ------ | ------ | ------ | ------ | --- |
| Serie B      | 48    | 21      | 16      | 3       | 2       | 49      | 18      | 21           | 5            | 3            | 13           | 20           | 37           | 42     | 21     | 6      | 15     | 69     | 55     | +14 |

### Statistiche dei giocatori
| Giocatore      | Serie B  | Serie B |
| Giocatore      | Presenze | Reti    |
| -------------- | -------- | ------- |
| E. Baccalini   | 7        | 0       |
| E. Bertoni     | 34       | 0       |
| S. Bertoni     | 25       | 0       |
| R. Bragoni     | 16       | 1       |
| P. Broccini    | 41       | 10      |
| L. Cappelli    | 9        | 0       |
| E. Fabbri      | 5        | -9      |
| G. Lenzi       | 37       | -46     |
| E. Malavasi    | 38       | 15      |
| G. Mangini     | 22       | 5       |
| P. Mocca       | 34       | 0       |
| L. Molteni     | 5        | 0       |
| F. Moretti     | 10       | 0       |
| R. Pini        | 1        | 0       |
| G. Pozzo       | 36       | 18      |
| G. Pramaggiore | 35       | 1       |
| B. Ragazzo     | 28       | 4       |
| N. Reddi       | 27       | 12      |
| P. Rostagno    | 4        | 0       |
| C. Sgobbi      | 15       | 0       |
| M. Uram        | 26       | 0       |
| M. Vinci       | 2        | 1       |
| E. Zambarda    | 5        | 0       |